# Chrzowice
Chrzowice est une localité polonaise du gmina de Prószków dans la voïvodie et le powiat d'Opole.